# Jay-Ann Bravo-Harriott
Jay-Ann Bravo-Harriott (7 settembre 1995) è un'ex cestista britannica.

## Carriera
Con la Gran Bretagna ha disputato i Campionati europei del 2015.